# CZW World Junior Heavyweight Championship

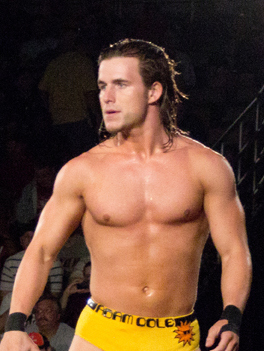
Adam Cole, campeón con el reinado más largo

El  CZW World Junior Heavyweight Championship fue un título defendido en el circuito independiente de la Combat Zone Wrestling (CZW).  Durante su existencia, fue el único campeonato de la compañía específico para los Pesos Junior (también llamados Crucero), es decir, únicamente podrán ganar dicho campeonato aquellos luchadores menores a los 100 kg (220 lb).

## Historia
El campeonato se mostró por primera vez el 13 de febrero de 1999, en el primer evento de la CZW, Opening Night. En ese evento, le fue concedido a The Sensational One. Sin embargo, esa misma noche, White Lotus le venció por el título. 
El último campeón fue A.R. Fox, quien ganó el título el 14 de julio de 2012. Fox ganó el campeonato al derrotar al excampeón Sami Callihan. El 8 de septiembre, en Down with the Sickness 2012, Fox derrotó a Dave Christ en un Unification Ladder match con el Campeonato de TV por Cable de Fox en juego. El combate lo ganó Fox, ganando ambos títulos y unificándolos, manteniendo el de TV por Cable y desactivando el Peso Pesado Junior.

## Lista de campeones
| Luchador:           | Reinado N°: | Derrotó a:                                                                | Fecha:                   | Show o Evento:                    |
| ------------------- | ----------- | ------------------------------------------------------------------------- | ------------------------ | --------------------------------- |
| The Sensational One | 1           | Reconocido como primer campeón                                            | 13 de febrero de 1999    | Opening Night                     |
| White Lotus         | 1           | The Sensational One                                                       | 13 de febrero de 1999    | Opening Night                     |
| The Sensational One | 2           | White Lotus                                                               | 27 de marzo de 1999      | The Staple Gun                    |
| Justice Pain        | 1           | The Sensational One                                                       | 3 de abril de 1999       |                                   |
| Ric Blade           | 1           | Justice Pain                                                              | 19 de julio de 1999      | Street Fight                      |
| Trent Acid          | 1           | Ric Blade                                                                 | 9 de junio de 2000       |                                   |
| Winger              | 1           | Trent Acid                                                                | 1 de julio de 2000       | BJPW Hardcore Series II           |
| Vacante             | N/A         | Tras una lesión de Winger                                                 | N/A                      |                                   |
| MEN's Teioh         | 1           | Trent Acid                                                                | 15 de septiembre de 2000 | BJPW Maximum Tag League           |
| Jun Kasai           | 1           | MEN's Teioh                                                               | 4 de mayo de 2001        | BJPW North Wave                   |
| Trent Acid          | 2           | Jun Kasai y MEN's Teioh                                                   | 19 de agosto de 2001     | BJPW Universe                     |
| Vacante             | N/A         | Tras una lucha entre Trent Acid y Ruckus que finalizó en doble pinfall    | 13 de febrero de 1999    | Enough is Enough                  |
| Ruckus              | 1           | Trent Acid y Winger                                                       | 2 de diciembre de 2001   | BJPW Ante Up                      |
| Trent Acid          | 3           | Ruckus                                                                    | 15 de diciembre de 2001  | Cage of Death 3                   |
| Ruckus              | 2           | Trent Acid                                                                | 18 de enero de 2003      | Live Again                        |
| Sonjay Dutt         | 1           | Ruckus                                                                    | 13 de diciembre de 2003  | Cage of Death V: Suspended        |
| Alex Shelley        | 1           | Sonjay Dutt                                                               | 8 de enero de 2005       | Gen Z: New Blood                  |
| Mike Quackenbush    | 1           | Alex Shelley, Sexxxy Eddie y The Arsenal                                  | 5 de febrero de 2005     | Only the Strong: Scarred 4 Life   |
| Sabian              | 1           | Mike Quackenbush                                                          | 2 de abril de 2005       | Trifecta Elimination III          |
| Mike Quackenbush    | 2           | Sabian y B-Boy                                                            | 11 de junio de 2005      | Violent by Design                 |
| Derek Frazier       | 1           | Mike Quackenbush, Kenny the Bastard y Niles Young                         | 10 de septiembre de 2005 | Big Mutha F'n Deal                |
| Niles Young         | 1           | Derek Frazier, Cheech, Cloudy, Sabian y The Heretic                       | 11 de marzo de 2006      | When 2 Worlds Collide             |
| Sexxxy Eddie        | 1           | Niles Young                                                               | 8 de julio de 2006       | Prelude to Violence               |
| Sonjay Dutt         | 2           | Sexxxy Eddie                                                              | 9 de septiembre de 2006  | Chri$ Ca$h Memorial Show          |
| Jigsaw              | 1           | Sonjay Dutt                                                               | 9 de septiembre de 2006  | Expect the Unexpected             |
| Scotty Vortekz      | 1           | Jigsaw                                                                    | 7 de abril de 2007       | Out with the Old, In with the New |
| Danny Havoc         | 1           | Scotty Vortekz, DieHard, Joker y Drake Younger                            | 8 de septiembre de 2007  | Chri$ Ca$h Memorial Show          |
| Sabian              | 2           | Danny Havoc                                                               | 13 de octubre de 2007    | Choosing Sides                    |
| Chuck Taylor        | 1           | Sabian                                                                    | 10 de mayo de 2008       | Best of Best 8                    |
| Vacante             | N/A         | Por razones desconocidas                                                  | 11 de octubre de 2008    | N/A                               |
| Ryan McBride        | 1           | Chuck Taylor                                                              | 13 de diciembre de 2008  | Cage of Death X                   |
| Egostico Fantastico | 1           | Ryan McBride                                                              | 9 de mayo de 2009        | Blood Pressure: Rising.           |
| Drew Blood          | 1           | Egostico Fantastico                                                       | 12 de septiembre de 2009 |                                   |
| Greg Excellent      | 1           | Drew Blood                                                                | 12 de diciembre de 2009  | Cage of Death XI                  |
| Sabian              | 3           | Greg Excellent, Drew Blood, Adam Cole, Devon Moore y Egotistco Fantastico | 13 de febrero de 2010    | CZW 11º Anniversary               |
| Adam Cole           | 1           | Sabian y Ruckus                                                           | 8 de mayo de 2010        | Fist Fight                        |
| Sami Callihan       | 1           | Adam Cole                                                                 | 12 de noviembre de 2011  | Night of Infamy                   |
| Drake Younger       | 1           | Sami Callihan                                                             | 5 de mayo de 2012        | 5 de mayo                         |
| Sami Callihan       | 2           | Drake Younger                                                             | 14 de julio de 2012      | New Heights                       |
| A.R. Fox            | 1           | Sami Callihan                                                             | 14 de julio de 2012      | New Heights                       |
| Unificado           | N/A         | Con el Campeonato de TV por Cable de Fox                                  | 8 de septiembre de 2012  | Down with the Sickness 2012       |

## Reinados más largos
| Luchador    | Días | Fecha en que ganó       | Fecha en que perdió     | Notas              |
| ----------- | ---- | ----------------------- | ----------------------- | ------------------ |
| Adam Cole   | 553  | 8 de mayo de 2010       | 12 de noviembre de 2011 | Su primer reinado  |
| Trent Acid  | 399  | 15 de diciembre de 2001 | 18 de enero de 2003     | Su tercer reinado  |
| Sonjay Dutt | 391  | 13 de diciembre de 2003 | 8 de enero de 2005      | Su primer reinado  |
| Ruckus      | 329  | 18 de enero de 2003     | 13 de diciembre de 2003 | Su segundo reinado |
| Ric Blade   | 326  | 19 de julio de 1999     | 9 de julio de 2000      | Su primer reinado  |

## Mayor cantidad de reinados
- 3 veces: Trent Acid y Sabian.
- 2 veces: The Sensational One, Ruckus, Mike Quackenbush, Sonjay Dutt y Sami Callihan.